# Літл Джо-2
«Літл Джо-2» (LJ-2) — випробувальний суборбітальний політ НАСА, метою якого було тестування капсули космічного корабля «Меркурій». Старт був проведений 4 грудня 1959 року зі стартового майданчика LA-1 на острові Воллопс, штат Вірджинія.

## Старт
У польоті «Літл Джо-2» вперше в рамках програми «Меркурій» у космічний простір було відправлено тварину: на борту корабля була мавпа — Макака резус (Macaca mulatta) на прізвисько Сем. Його політ був покликаний здійснити перевірку космічного обладнання та оцінити негативний вплив космічного простору на живу істоту.
Запуск відбувся 4 грудня 1959 о 11:15 з острова Воллопс, Вірджинія, США. «Літл Джо-2» досяг космосу: апогей траєкторії його польоту становив 88 км. Космічний корабель з неушкодженою мавпою був підібраний в Атлантичному океані кораблем США USS Borie (DD-704). Сем був однією з кількох мавп у космосі, його дресирували й тренували в Школі авіаційної медицини в Сан-Антоніо, Техас, і його кличка являє собою абревіатуру назви цієї школи (SAM — School of Aviation Medicine). Час польоту становила 11 хв 6 с, повна маса корабля 1007 кг.

## Сьогодні
Модель капсули космічного корабля «Меркурій», використовуваного в польоті «Літл Джо-2», нині експонується в Air Power Park у Гемптоні, штат Вірджинія.